# Сивиър (окръг, Арканзас)
Окръг Сивиър (на английски: Sevier County) е окръг в щата Арканзас, Съединени американски щати. Площта му е 1505 km², а населението – 17 058 души (2010). Административен център е град Дий Куийн.